# Брюс, Билл
Теодор Уильям (Билл) Брюс (англ. Theodore William (Bill) Bruce; 28 июля 1923, Аделаида — 1 августа 2002) — австралийский легкоатлет, выступавший в беге на короткие дистанции, прыжках в длину и высоту. Серебряный призёр летних Олимпийских игр 1948 года.

## Биография
Билл Брюс родился 28 июля 1923 года в австралийском городе Аделаида.
Выступал в легкоатлетических соревнованиях за «Вестерн Дистриктс» из Аделаиды. Четырежды становился чемпионом Австралии в прыжках в длину в 1947—1950 годах. Кроме того, в 1949 году завоевал серебро в прыжках в высоту.
В 1948 году вошёл в состав сборной Австралии на летних Олимпийских играх в Лондоне. В прыжках в длину завоевал серебряную медаль, показав результат 7,555 метра и уступив  27 сантиметров выигравшему золото Уилли Стилу из США. В эстафете 4х100 метров сборная Австралии, за которую также выступали Джон Бартрам, Моррис Куротта и Джон Трелоар, заняла 3-е место в полуфинале, показав результат 41,5 секунды и уступив 1 десятую попавшей в финал со 2-го места команде Венгрии. Также был заявлен в прыжках в высоту, но не вышел на старт.
Умер 1 августа 2002 года.

## Личный рекорд
- Прыжки в длину — 7,59 (1947)[2]